# ورزشگاه بارندن پارک
ورزشگاه بارندن پارک (به انگلیسی: Burnden Park) ورزشگاهی در شهر بولتون بوده که در سال ۱۸۹۵ تأسیس و در سال ۱۹۹۹ تخریب شد.
مسابقات خانگی باشگاه فوتبال بولتون واندررز در این ورزشگاه برگزار می‌شده که پس از تخریب به ورزشگاه ریباک منتقل شد.
همچنین این ورزشگاه ظرفیت آن ۲۵٬۰۰۰ نفر است.